# You Can’t Get Away with Murder
You Can`t Get Away with Murder – amerykański dramat kryminalny z 1939 roku w reżyserii Lewisa Seilera.

## Fabuła
Młody Johnny Stone pod wpływem gangstera Franka Wilsona zostaje częścią przestępczego światka.

## Obsada
- Humphrey Bogart - Frank Wilson
- Gale Page - Madge Stone
- Billy Halop - John Stone
- John Litel - prawnik Carey
- Henry Travers - Pop
- Harvey Stephens - Fred Burke
- Harold Huber - Tom Scappa
- Joe Sawyer - Red
- Joe Downing - Smitty
- George E. Stone - Toad
- Joseph Crehan - Warden
- John Ridgely - pracownik stacji benzynowej
- Herbert Rawlinson - prokurator okręgowy
- Eddie Anderson - Sam (niewymieniony w czołówce)
- Frank Faylen - przewodnik na łodzi (niewymieniony w czołówce)